# Partido de San Fernando
Partido de San Fernando är en kommun i Argentina.   Den ligger i provinsen Buenos Aires, i den centrala delen av landet, 24 km nordväst om huvudstaden Buenos Aires. Antalet invånare är 163 462. Arean är 924 kvadratkilometer.
Terrängen i Partido de San Fernando är platt.